# Hyptiotes dentatus
Hyptiotes dentatus là một loài nhện trong họ Uloboridae.
Loài này thuộc chi Hyptiotes. Hyptiotes dentatus được Jörg Wunderlich miêu tả năm 2008.